# Попов, Виталий Дмитриевич
Виталий Дмитриевич Попов (род. 7 августа 1992 или 8 июля 1992, Магнитогорск, Челябинская область) — российский хоккеист, нападающий.

## Биография
Сын Дмитрия Попова. Воспитанник московского клуба «Крылья Советов». Начал карьеру в 2009 году в составе «Алмаза» — фарм-клуба череповецкой «Северстали», которая выбрала Попова во втором раунде драфта КХЛ 2009 года под общим 29 номером. В том же году Попов стал одним из лучших бомбардиров «Алмаза», набрав в 67 матчах 45 (20+25) очков.
3 декабря 2010 года в матче с «Югрой» дебютировал в КХЛ, а 18 февраля 2011 года в игре с «Автомобилистом» набрал своё первое очко в лиге, сделав результативную передачу. Кроме того, в составе «Алмаза» Попов в том сезоне вновь показал высокую результативность, став вторым после Алексея Зайцева бомбардиром клуба с 49 (29+20) очками в 60 матчах.

## Достижения
- Участник матча «Всех звёзд» МХЛ 2012.

## Статистика
| Легенда | Легенда                    | Легенда | Легенда                   | Легенда | Легенда    |
| ------- | -------------------------- | ------- | ------------------------- | ------- | ---------- |
| И       | Количество проведённых игр | Штр     | Штрафное время            | +/−     | Плюс-минус |
| Г       | Голы                       | П       | Голевые передачи          | О       | Очки       |
| -       | Статистика неизвестна      | —       | Статистика не учитывалась |         |            |